# Gustaf Nyblæus (1853–1928)
Gustaf Adolf Nyblæus, född den 14 augusti 1853 i Lund, död den 26 februari 1928 i Åkers styckebruk, var en svensk militär. Han var son till Gustaf Nyblæus (1816–1902) och far till Gustaf Nyblæus (1907–1988).
Nyblæus blev underlöjtnant vid Värmlands regemente 1874, vid Livregementets husarer 1875, major vid Kronprinsens husarregemente 1899, överstelöjtnant vid Skånska dragonregementet 1902, överste och sekundchef vid Livregementets husarer 1904, generalmajor och inspektör för kavalleriet 1912 och erhöll avsked 1915. Nyblæus tjänstgjorde i österrikiska armén 1882–1885, var lärare vid Arméns rid- och körskola 1898–1899. Han var ledamot bland annat av kommittén för utarbetande av instruktion för arméns rid- och remotskolor 1895–1897 och för utarbetande av ny fäktinstruktion för kavalleriet 1902. Nyblaeus utgav Engelska kavalleriet i Palestina 1917-18.
Han är begravd på Åkers kyrkogård.